# Camel Pramac Pons Honda
Camel Pramac Pons Honda var ett privatstall under 2003-2005 som bildades ur West Honda Pons. De hade bl.a. Max Biaggi som förare. Stallet försvann när Camel börjader sponsra Yamaha istället.